# 沼澤底鱂
沼澤底鱂，為輻鰭魚綱鯉齒目鯉齒亞目底鱂科的其中一種，為溫帶魚類，分布於美國乞沙比克灣至佛羅里達、墨西哥灣淡水、半鹹水域流域，體長可達8公分，棲息在植被生長的溪流洄水區、沼澤及海灣，生活習性不明，可做為觀賞魚。

## 擴展閱讀
維基物種上的相關：沼澤底鱂